# Zacharias Topelius

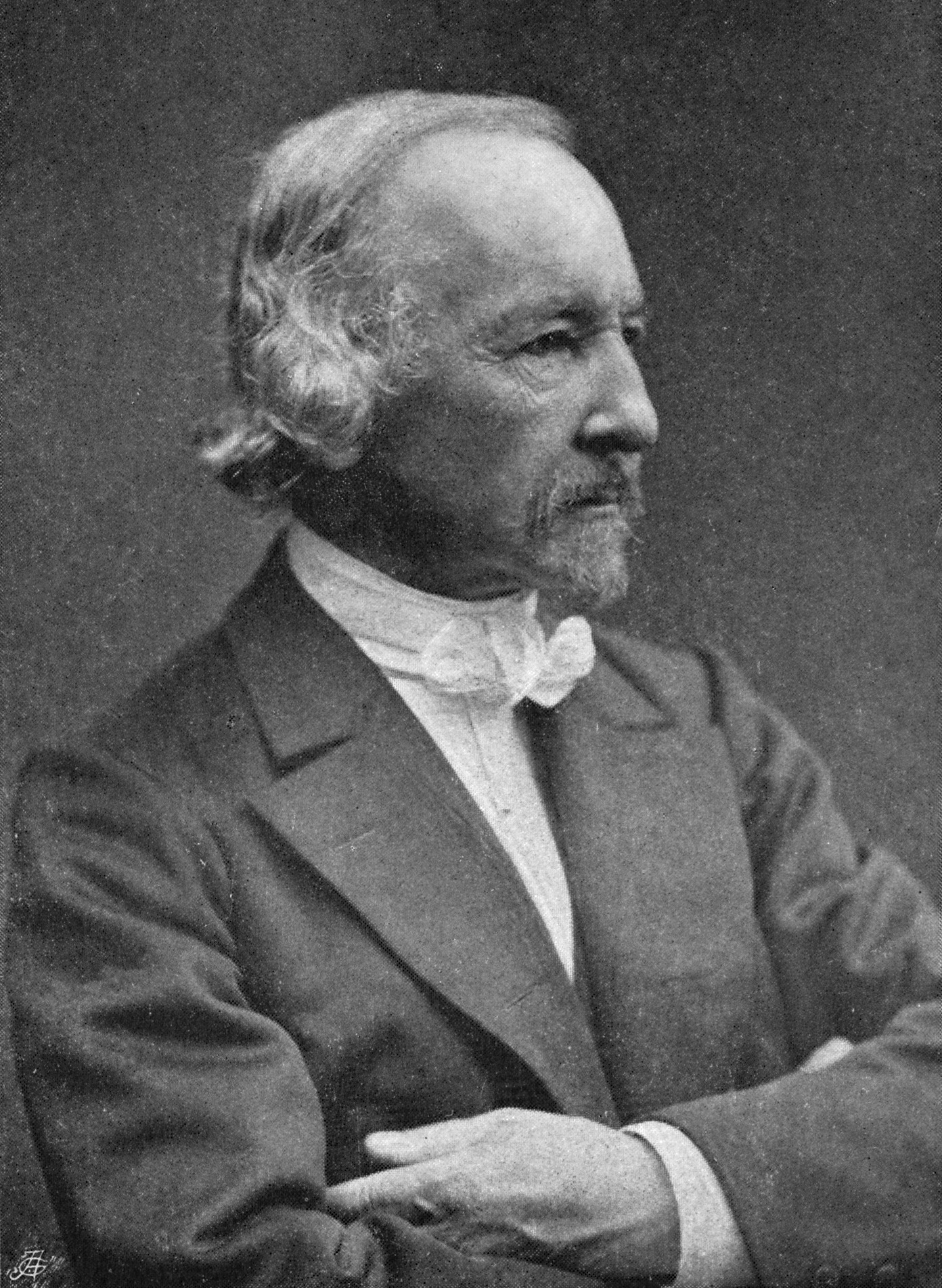
Retrato de Zacharias Topelius.

Zacharias Topelius (14 de enero de 1818 – 12 de marzo de 1898) fue un escritor, poeta, periodista e historiador finlandés. Sus novelas históricas tuvieron mucha influencia en el desarrollo de la independencia de Finlandia. Su obra literaria es considerada como uno de los pilares de la cultura de este país.

## Contexto histórico
La región occidental de la actual Finlandia, hoy llamada Finlandia occidental fue conquistada por el rey Erik IX de Suecia entre 1154 y 1157, en una cruzada para cristianizar la región. La conquista implicó una colonización que perduró hasta 1809, cuando después de siglos de conflictos entre Suecia y Rusia, tras la llamada Guerra Finlandesa, pasó a formar parte del Imperio ruso con el nombre Gran Ducado de Finlandia, el que a su vez perduraría hasta 1917, cuando Finlandia declaró su independencia como estado. La cultura y el idioma finés perduraron a través de todo este tiempo, y permanece hasta nuestros días influenciando el idioma sueco que se habla en esta región, y que es conocido culturalmente como sueco de Finlandia. Zacharias Topelius pertenece a este contexto cultural.

## Biografía
La familia Topelius era una familia de la antigua provincia de Botnia occidental, en Finlandia, cuyo apellido original era Toppila o Topelii. Fue el tatarabuelo del escritor quien decidió en la década de 1620, latinizar el apellido a Topelius. 
El 14 de enero de 1818 nació en la granja Kuddnäs, en la ciudad de Nykarleby, Zacharias, hijo del médico rural Zacharias Topelius y de Katarina Sofia Calamnius, ambos provenientes de familias acomodadas. El matrimonio tendría posteriormente una hija, Sofie. 
El primogénito tendría una niñez feliz en el idílico paraje donde estaba ubicada la granja. Su padre era también un destacado coleccionista del folclore finlandés y su madre gustaba recitar poesía, lo que formaría la base de su futura carrera. Sus padres le dieron además una formación religiosa luterana, que también influyó.
Después de asistir a la escuela para niños, cuando cumplió 11 años de edad, su padre decidió enviarlo a continuar sus estudios a la ciudad de Oulu, alojándose en la casa de sus tías paternas, que poseían una gran biblioteca; esta contribuyó mucho para desarrollar su imaginación y su interés por la lectura. 
Al cumplir los 13 años murió su padre y quiso regresar con su familia, pero su madre decidió que debería seguir estudiando y lo envió a Helsinki como alumno privado de Johan Ludvig Runeberg, un profesor y poeta de ideas nacionalistas. Al cumplir los 15 años terminó sus estudios y se graduó para seguir estudiando en la Universidad de Helsinki en la cual recibiría su grado de Maestro en Filosofía en 1840, su Licenciatura en 1844 y su Doctorado en Historia en 1847. Ocasionalmente estudió también Teología, Medicina y Botánica. En 1845 se casó con Emilie Lindqvist, una muchacha de su pueblo natal y con quien tendría 3 hijas Aina, Toini y Eva. Nacieron también otros hijos, que murieron al poco tiempo.
Durante su permanencia junto al poeta Runeberg comenzó a escribir poesía, consiguiendo en 1841 un trabajo como editor en el periódico Helsingfors Tidningar, cargo en el que desempeñaría hasta 1860 y en el cual publicaría muchos de sus trabajos. 
Entre 1856 y 1857 emprendió un viaje por Alemania y Francia, sobre los cuales escribiría unas crónicas en dicho periódico con el título Al sur del Mar Báltico. Entre 1846 y 1861 también trabajó como bibliotecario de la Universidad, ejerciendo durante el mismo período como profesor de Historia, Idioma sueco y Estadística en el Liceo de Helsinki. En 1854 obtuvo un puesto como profesor extraordinario de Historia de Finlandia en dicha universidad, ampliando luego, en 1863, su cargo a la enseñanza del Idioma finlandés, Idioma ruso e Historia nórdica; dejando en 1876 sus clases para centrarse en la enseñanza de Historia general. 
En 1873 era ya considerado como el poeta más destacado de Finlandia y muy apreciado además por su obra en Escandinavia y especialmente en Suecia. En 1875 asumió como rector de la Universidad de Helsinki, cargo que desempeñaría hasta 1878, cuando se retiró con el título de Profesor Emérito.
A toda esta intensa actividad hay que sumar su importante producción literaria como poeta, novelista, historiador, cuentista, dramaturgo y salmista.
Después de su retiro se mudó a vivir a la localidad de Koivuniemi (Björkudden) donde viviría el resto de su vida. En 1885 murió su esposa Emilie, y en 1898 al cumplir los 80 años en enero de ese año, se organizó una fiesta popular en su honor en Helsinki, pero el viaje en medio del crudo invierno finlandés afectó su salud, y muy debilitado, fallecería en su mansión en Koivuniemi el 12 de marzo. Su funeral, que tuvo características de duelo nacional, se realizó en Helsinki el 21 de marzo y fue acompañado hasta su última morada en el cementerio Hietaniemi por una fervorosa multitud.
Su casa natal en Kuddnäs es hoy un museo.

## Su obra literaria

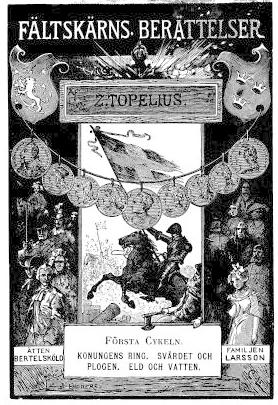
Faltskarn vinj

Su obra se clasifica dentro del nacionalismo romántico del siglo XIX. Escribió toda su obra en idioma sueco, pero con una marcada intención de patriotismo finlandés. 
Entre 1845 y 1854 publicó tres volúmenes de poesía, siendo su primera novela histórica La Duquesa de Finlandia, publicada en 1850. Otra obra muy popular fue Relatos de un cirujano militar: cinco volúmenes de historia ficción publicados entre 1853 y 1867, cuya trama se desarrolla entre el reinado de Gustavo II Adolfo y Gustavo III.
Sus obras El Libro de la Naturaleza (1856) y El libro sobre nuestro país (1875) se usaron durante mucho tiempo como textos escolares.

## Su personalidad
Su personalidad era dinámica y entusiasta, tenía talento musical, asistió a una escuela de baile, practicó la esgrima, tocaba el piano y gustaba del teatro. Era muy aficionado a la vida social. Sus cercanos lo llamaban Sakari. Era un gran narrador de cuentos, especialmente para niños, para quienes escribió además, poemas, canciones y pequeñas piezas de teatro, que fueron publicados en diversas revistas infantiles. Muy difundido fue su libro Lecturas para Niños (1865-1898). Gustaba especialmente de celebrar la Navidad y el Año Nuevo y escribió tanto sobre estas fiestas, difundiéndolas de tal manera, que constituyeron una tradición de por sí.
Por toda su obra, es considerado como uno de los más importantes representantes de la cultura de Finlandia. 
Recibió en 1873 de la Academia Sueca, el Premio Real, llamado entonces Premio Karl Johan, y para el centenario de su nacimiento en 1918, la Academia emitió la Gran Medalla de Oro, en reconocimiento a su obra poética. La afamada escritora sueca Selma Lagerlöf leyó en esa ocasión un discurso recordatorio sobre él.